# 46a Brigada Mixta (Exèrcit Popular de la República)
La 46a Brigada Mixta va ser una unitat de l'Exèrcit Popular de la República creada durant la Guerra Civil Espanyola.

## Historial
La unitat va ser creada el 31 de desembre de 1936 a partir de l'antiga columna «Fantasma» —raó per la qual se la va conèixer com la Brigada «Fantasma». Com a comandant de la brigada va ser designat el comandant de l'antiga columna, el tinent coronel de la Guàrdia Civil Manuel Uribarri Barutell, mentre que la prefectura d'Estat Major va ser designada or el capità José Soto Serra. La 46a Brigada Mixta va ser adscrita a la 9a Divisió del III Cos d'Exèrcit.
No va arribar a intervenir en la batalla del Jarama, encara que l'1 de maig de 1937 va arribar a intervenir en un atac contra el cap de pont de Toledo. Va arribar a estar assignada breument a la 36a Divisió. El mes de juliol va arribar a intervenir en la primera fase de la batalla de Brunete, encara que el 12 de juliol va ser retirada de la primera línia de combat i va passar a la reserva. Posteriorment seria assignada a la reserva de l'Exèrcit d'Extremadura.
El 19 de juny de 1937 el comandament de la brigada va ser assumit pel major de milícies David Alfaro Siqueiros, famós muralista mexicà. La 46a BM seria incorporada a l'acabada de crear 29a Divisió de la VII Cos d'Exèrcit. Entre el 5 i el 8 d'abril de 1938 va intervenir en una petita operació sobre Carrascalejo. El 18 de juliol —en el context de la batalla de la bossa de Mèrida— va ser enviada a El Puente del Arzobispo com a força de reserva, encara que l'endemà va haver de ser enviada directament al front de batalla a causa de la gravetat de la situació. El 22 d'agost la 46a BM va sofrir fortes pèrdues després d'una escaramussa ocorreguda a Puerto de San Vicente. Fins al final de la contesa no va tornar a intervenir en operacions de rellevància.

## Comandaments
Comandants
- Tinent coronel de la Guàrdia Civil Manuel Uribarri;
- Major de milícies Recaredo Alós García;
- Major de milícies David Alfaro Siqueiros;
- Major de milícies Acracio Gómez:
- Major de milícies Juan Guijarro Iniesta;

Comissaris
- Josep Castanyer Fons, del Partit Valencianista d'Esquerra;
- Josep Climent Pastor, del PSUC;
- Lucas Marcos Tello.